# Bric Montariolo
Bric Montariolo este o arie protejată (sit de importanță comunitară — SCI) din Italia întinsă pe o suprafață de 545 ha, integral pe uscat.

## Localizare
Centrul sitului Bric Montariolo este situat la coordonatele 44°58′54″N 8°40′29″E / 44.98166°N 8.674814°E.

## Înființare
Situl Bric Montariolo a fost declarat sit de importanță comunitară în octombrie 2014 pentru a proteja 2 specii de plante și 14 specii de animale.

## Biodiversitate
Situată în ecoregiunea continentală, aria protejată conține 2 habitate naturale: Pajiști uscate seminaturale și facies de acoperire cu tufișuri pe substraturi calcaroase (Festuco-Brometalia) (* situri importante pentru orhidee), Păduri de stejar sau de stejar și carpen sub-atlantice și medio-europene de Carpinion betuli.
La baza desemnării sitului se află mai multe specii protejate:
- plante (2): Gladiolus palustris, Himantoglossum adriaticum
- păsări (11): caprimulg (Caprimulgus europaeus), erete vânăt (Circus cyaneus), egretă mică (Egretta garzetta), presură de grădină (Emberiza hortulana), șoim de iarnă (Falco columbarius), șoim călător (Falco peregrinus), sfrâncioc roșiatic (Lanius collurio), gaia neagră (Milvus migrans), stârc de noapte (Nycticorax nycticorax), potârniche (Perdix perdix), viespar (Pernis apivorus)
- nevertebrate (3): Euplagia quadripunctaria, rădașcă (Lucanus cervus), fluturele purpuriu (Lycaena dispar)

Pe lângă speciile protejate, pe teritoriul sitului au mai fost identificate 51 de specii de păsări, 1 specie de nevertebrate, 3 specii de reptile.